# انفجار ريو ترسيرو
انفجار ريو ترسيرو كان انفجارًا في ريو ترسيرو في قرطبة الأرجنتين، في 3 نوفمبر 1995، وقع الانفجار في مصنع للذخيرة وقتل سبعة أشخاص.
في ذلك التاريخ انفجر مصنع للذخيرة في ريو ترسيرو، مما أسفر عن مقتل سبعة أشخاص وإصابة أكثر من 300. ودمر الانفجار المدينة. تم الحكم في البداية على أن الانفجار كان حادثاً، لكن التحقيقات اللاحقة كشفت أن الانفجار تم التخطيط له عمداً. وذكر ممثلو الادعاء أن المصنع دمر لإخفاء المعدات العسكرية المفقودة المتعلقة بمبيعات أسلحة غير مشروعة من الأرجنتين إلى كرواتيا والإكوادور، والتي حدثت في الفترة من 1991 إلى 1995.
في أغسطس 2008 تم وضع الرئيس الأرجنتيني السابق كارلوس منعم قيد التحقيق لدوره في الانفجار.